# Election (2005)
Election (Originaltitel: chinesisch 黑社會 / 黑社会, Pinyin Hēishèhuì, Jyutping Hak1se2wui6 – „Mafia“) ist ein Gangsterfilm von Johnnie To aus dem Jahr 2005. Mit Election 2 (2006) und Election 3 (2021) kam zwei Fortsetzungen in die Kinos.

## Inhalt
Die Hongkonger Triade Wong Shing steht vor der Wahl eines neuen Oberhaupts, welches turnusgemäß für zwei Jahre amtieren soll. Als Kandidaten bewerben sich der nüchterne und um Ausgleich bemühte Lok sowie der hitzköpfige Big D. Nach langwierigen Diskussionen entscheiden sich die stimmberechtigten „Onkel“ der Triade für Lok, jedoch kann dieser sein Amt nicht antreten, ohne das traditionelle Drachenkopf-Zepter in Besitz zu halten. Big D will seine Niederlage nicht anerkennen und droht mit der Gründung einer eigenen Triade, was die Polizei dazu bringt, die Köpfe der Wong Shing vorübergehend zu inhaftieren. Big D setzt den  Verwahrer des Zepters unter Druck es Lok zu verweigern, woraufhin dieser es verstecken lässt. Big D wiederum gibt seinem Handlanger Dong Wanzi den Auftrag, das Machtsymbol ausfindig zu machen.
Unterdessen einigen sich die Rivalen auf einen Waffenstillstand unter der Bedingung, dass Lok bei der nächsten Wahl in zwei Jahren Big D unterstützt. Big Head, in dessen Händen sich das Zepter befindet, wird von Dong Wanzi zusammengeschlagen, als beide der Anruf erreicht, dass sie von jetzt an kooperieren sollen.
Lok und Big D betrachten sich von nun als Partner und machen, begleitet von Loks Sohn und Big Ds Frau, einen Angelausflug. Dabei äußert Big D den Vorschlag, dass beide zusammen regieren sollten, wie es in anderen Triaden üblich ist. Lok scheint zunächst das Spiel mitzuspielen, jedoch reißt ihm der Geduldsfaden, und er schlägt Big Ds Schädel mit einem schweren Stein ein. Während sein Sohn zum Auto rennt, um auf ihn zu warten, schlägt Lok Big Ds Frau mit einer Schaufel und erdrosselt sie mit einem Holzblock.

## Kritik
„By the end, Mr. To has proven himself to be a genre hack of uncommon intelligence and soul: a first-rate entertainer who can thrill you into thinking.“

„Letztendlich erweist sich Mr. To als Genrespezialist von ungewöhnlicher Intelligenz und Seele: ein erstklassiger Unterhaltungsregisseur, der durch Nervenkitzel zum Nachdenken anregt.“

## Zitat
„Triad Society has always existed in Hong Kong. It forms a major part of the territory’s history and culture. It exists within the psyche of every Hong Kong citizen. During the course of its history, Triad Society has always been associated with the society at large …. Compared to its original patriotic cause 300 years ago, the Society’s reason for existence today is simply practical: money and power. In this day and age, business means everything; however, their means of achieving it are unlawful and often violent.“

„Die Triaden hat es in Hongkong schon immer gegeben. Sie sind ein bedeutender Teil der Geschichte und Kultur dieses Gebiets. Sie existieren in der Psyche jedes Einwohners von Hongkong. Im Lauf der Geschichte war die Gesellschaft der Triaden immer mit der Gesellschaft als Ganzes verbunden. Verglichen mit ihrem ursprünglich patriotischen Anliegen von vor 300 Jahren ist der Daseinszweck der Gesellschaft heute ganz praktisch: Geld und Macht. In der heutigen Zeit ist das Geschäft alles, aber die Mittel sind unrechtmäßig und oft gewaltsam.“

## Trivia
Das Cover sowohl der Blu Ray- als auch der DVD-Veröffentlichung wirbt mit Quentin Tarantinos Aussage, Election sei „der beste Film des Jahres“.

## Auszeichnungen
- Internationale Filmfestspiele von Cannes 2005: nominiert für die Goldene Palme
- Hong Kong Film Awards 2006: Bester Film, Beste Regie, Bestes Drehbuch, Bester Hauptdarsteller (Tony Ka-Fai Leung)
- Golden Horse Film Festival 2005: Bestes Originaldrehbuch, Beste Toneffekte